# Igreja de São Nicolau de Bodružal
A Igreja de São Nicolau de Bodružal é uma igreja greco-católica situada na aldeia de Bodružal.
A igreja foi construída em madeira em 1658 pelos paroquianos. Em 7 de julho de 2008, a igreja juntamente com outros sete monumentos foi declarada património mundial da UNESCO sob o nome de "Igrejas de madeira da parte eslovaca da área montanhosa dos Cárpatos".